# Otto Schill
Otto Schill (* 9. Dezember 1838 in Schneeberg; † 28. Februar 1918 in Leipzig) war ein deutscher Jurist und nationalliberaler Politiker. 
Von 1882 bis 1899 stand der promovierte Rechtsanwalt der Leipziger Stadtverordnetenversammlung vor. Von 1883 bis 1909 gehörte er der II. Kammer des Sächsischen Landtags an. Dabei fungierte er ab 1901 als Vizepräsident der Kammer.
Schill wurde 1899 zum Ehrenbürger der Stadt Leipzig ernannt. Wegen seiner Verdienste um die Stadt Leipzig wurde schon zu seinen Lebzeiten am 19. April 1912 die vormalige Dorotheenstraße (südlich der Thomaskirche) in Otto-Schill-Straße umbenannt.